# 6. Parteitag der Kommunistischen Partei Chinas

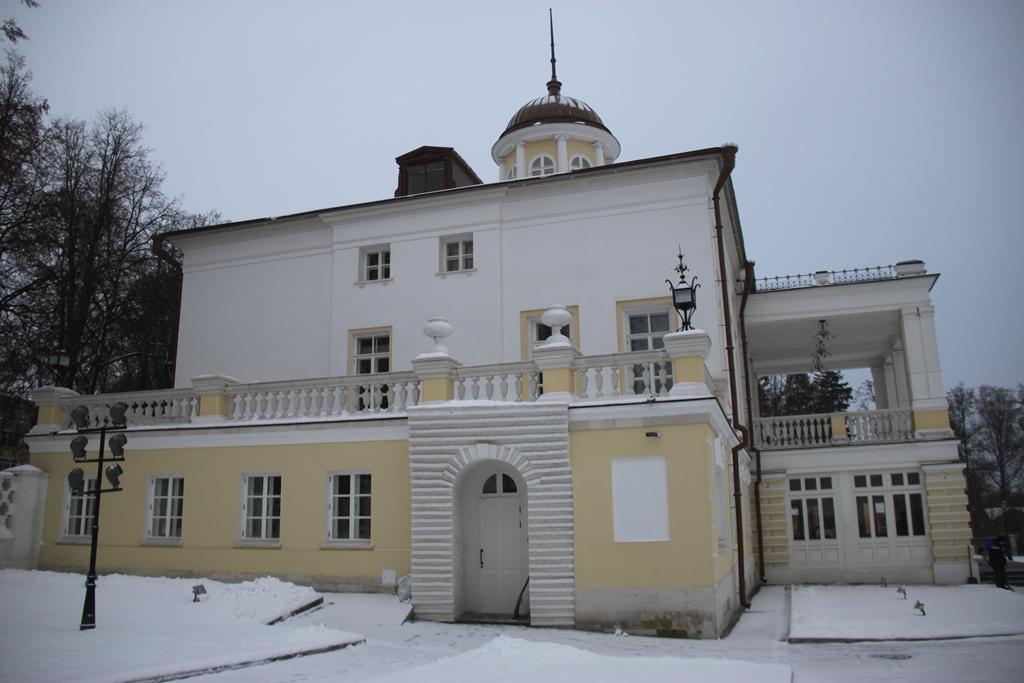
Veranstaltungsort des VI. Parteitags im Dorf Nikolskoje im damaligen Gouvernement Moskau, seit 2016 Museum

Der 6. Parteitag der Kommunistischen Partei Chinas fand vom 18. Juni bis zum 11. Juli 1928, in Verbindung mit dem 6. Kongress der Komintern in Moskau statt. Zu den wichtigsten Maßnahmen gehörte die Wiederaufnahme des bewaffneten Kampfes nach der Taktik Maos.

## Verlauf
Es nahmen 84 Delegierte sowie weitere 34 Eingeladene teil.
Die Partei hatte zu jenem Zeitpunkt mehr als 40.000 Mitglieder.
In der Schlussresolution des Kongresses wurden die von Mao Zedong skizzierten Praktiken der Partisanenkriegsführung angenommen und es gab eine heftige Kritik an Chen Duxiu, der vom Posten des Generalsekretärs entfernt worden war, da er nun wegen des Scheiterns der ersten revolutionären Welle als unfähig galt. Das linke Abweichlertum wurde ebenfalls kritisiert und als zu extremistisch und trotzkistisch angesehen.
Li Lisan übernahm de facto die Führung der Partei, auch wenn Xiang Zhongfa, ein Mitglied seiner Fraktion, Generalsekretär wurde. Mao Zedong wurde, obwohl er nicht anwesend war, wieder in das Zentralkomitee aufgenommen und erneut zum Sekretär des Frontkomitees gewählt. Zum ersten Mal wurde auch Zhou Enlai in das ZK gewählt.
Der Kongress kritisierte sowohl den rechten als auch den 'linken' Opportunismus, insbesondere die daraus abgeleiteten Fehler.